# Megan Park
Megan Park (Lindsay, Ontario, 24 de julio de 1986) es una actriz y cantante canadiense, conocida por su papel como Grace Bowman en la serie The Secret Life of the American Teenager.

## Inicios y carrera
Nacida en Lindsay, Ontario, Park comenzó su carrera interpretativa a la edad de 6 años con pequeños papeles.
Sus primeros papeles notorios fueron como invitada en la serie Angela's Eyes y con un pequeño papel en la película independiente Charlie Bartlett.
Apareció en la serie juvenil Viviendo con Derek, donde interpretaba a Amy, la capitana de las animadoras, exnovia de Max e interés amoroso de Derek. Aunque, su papel más importante fue e la serie The Secret Life of the American Teenager, donde daba vida a uno de los principales personajes, Grace Bowman, una conservadora adolescente cristiana y animadora que, junto a su novio, predica la castidad.
Además de su carrera interpretativa, Park también es cantante y formó parte de un grupo musical, llamado Frank and Derol, pero lo terminó dejando para dedicarse a su papel de Grace Bowman.

## Vida personal
Desde el año 2006 sale con Tyler Hilton, con el que contrajo matrimonio en 2015. Su primera hija, Winnie Hilton, nació el 6 de febrero de 2020.

## Filmografía
| Películas  | Películas                                | Películas                   | Películas            |
| Año        | Película                                 | Papel                       | Notas                |
| ---------- | ---------------------------------------- | --------------------------- | -------------------- |
| 2004       | Some Things That Stay                    | Brenda Murphy               |                      |
| 2007       | KAW                                      | Gretchen                    |                      |
| 2007       | Charlie Bartlett                         | Whitney Drummond            |                      |
| 2007       | Diary of the Dead                        | Francine Shane              |                      |
| 2008       | The Butcher's Daughter                   | Sarah Beaumont              |                      |
| 2011       | A Cinderella Story: Once Upon a Song     | Beverly 'Bev' van Ravensway | Directo a DVD        |
| 2012       | Peligrosamente infiltrada                | Cotton                      | Directo a DVD        |
| 2013       | The F Word Renombrada What if            | Dalia                       |                      |
| 2015       | A Wish Come True                         | Lindsay Corwin              |                      |
| 2015       | Demonic                                  | Jules                       |                      |
| 2015       | La habitación                            | Laura                       |                      |
| 2016       | Un espía y medio                         | Lexi                        |                      |
| Televisión |                                          |                             |                      |
| Año        | Título                                   | Papel                       | Episodio             |
| 2003       | This Time Around                         | Joven Cara Cabot            | Película para la ABC |
| 2004       | She's Too Young                          | Becca White                 | Película para TV     |
| 2005       | The Blobheads                            | Wendy                       | (2 episodios)        |
| 2006       | The Road to Christmas                    | Hilly Pullman               | Película para TV     |
| 2006       | Angela's Eyes                            | Zoe                         | "Undercover Eyes"    |
| 2006       | Dark Oracle                              | Ainsley                     | "Red Sports Car"     |
| 2007       | The Dark Room                            | Zoe                         |                      |
| 2007       | Life with Derek                          | Amy                         | "Cheerleader Casey"  |
| 2008–2013  | The Secret Life of the American Teenager | Grace Bowman                | Regular              |
| 2010       | Entourage                                | Chica siendo entrevistada   | "Buzzed"             |
| 2010       | Falsa inocencia                          | Devon Burke                 | Película para TV     |
| 2011       | Happy Endings                            | Chloe Garrity               | "Baby Steps"         |
| 2012       | The Newsroom                             | Gwen                        | "News Night 2.0"     |
| 2013–2014  | The Neighbors                            | Jane                        |                      |
| 2014       | The Lottery                              | Rose                        | Recurrente           |
| 2015       | Jane the Virgin                          | Doctora Damprey             | 1 episodio           |
| 2015       | Gentlemen Lobsters                       | Stephanie                   | 1 episodio           |